# Halo (film, 1996)
Pour les articles homonymes, voir Halo.
Pour plus de détails, voir Fiche technique et Distribution.
Halo est un film indien réalisé par Santosh Sivan, sorti en 1996.

## Synopsis
Sasha, sept ans, part à la recherche de son chiot disparu.

## Fiche technique
- Titre : Halo
- Réalisation : Santosh Sivan
- Scénario : Santosh Sivan
- Musique : Ranjit Barot
- Photographie : Santosh Sivan
- Montage : Kanika Myer
- Production : Santosh Sivan (producteur délégué)
- Société de production : Children's Film Society of India
- Pays :  Inde
- Genre : Drame
- Durée : 92 minutes
- Dates de sortie : 
  -  Inde : 7 février 1996

## Distribution
- Benaf Dadachandji : Sasha
- Rajkumar Santoshi : la père de Sasha
- Sahil Choujar : le reporter
- Kharabela Mohapatra : Anil
- Harish Patel

## Distinctions
Le film a reçu le Lotus d'or du meilleur film pour enfants et une mention spéciale pour Benaf Dadachandji (dans la catégorie « enfant acteur ») aux National Film Awards, ainsi que le Prix de la critique du meilleur film aux Filmfare Awards.